# Hebridochernes cornutus
Hebridochernes cornutus är en spindeldjursart som beskrevs av Beier 1965. Hebridochernes cornutus ingår i släktet Hebridochernes och familjen blindklokrypare. Inga underarter finns listade i Catalogue of Life.